# 5245 Maslyakov
5245 Maslyakov è un asteroide della fascia principale. Scoperto nel 1976, presenta un'orbita caratterizzata da un semiasse maggiore pari a 2,1615133 UA e da un'eccentricità di 0,1037474, inclinata di 3,25192° rispetto all'eclittica.